# Németh Miklós (atléta)
Németh Miklós (Budapest, 1946. október 23. –) olimpiai bajnok gerelyhajító, edző, feltaláló és vállalkozó. Apja Németh Imre olimpiai bajnok kalapácsvető.

## Sportpályafutása
Németh Miklós Budapesten született Németh Imre és Kondorosi Erzsébet másodszülött gyermekeként. A sportot már nagyon fiatalon versenyszerűen űzte, kislabdahajításban már 13 évesen elért kimagasló eredményeket. Atlétikai pályafutását viszont távolugróként kezdte majd a későbbiekben váltott gerelyhajításra egy komolyabb sérülése után. Nemzetközi szintű eredményeit mind gerelyhajításban érte el. Előbb a Lórántffy Zsuzsanna, később a Marczibányi téri Általános Iskolába járt, majd a Kandó Kálmán Híradás- és Műszeripari Technikumba nyert felvételt (1961–1965). Középiskola után a Testnevelési Főiskolára (TF) tanulója volt, ahol tanári szakon végzett 1969-ben. A TF-en mai napig ő tartja a függeszkedési rekordot (kötélmászás lábak segítsége nélkül). Később a Marx Károly Közgazdaságtudományi Egyetem hallgatója Nemzetközi Kapcsolatok szakon (1969–1973).
1962-től a Budapesti Vasas, 1965-től a Testnevelési Főiskola SE, majd 1970-től 1984-ig ismét a Vasas atlétája volt. 1965-től 1983-ig szerepelt a magyar atlétikai válogatottban. 1967-ben az Európa-válogatott, 1977-ben a világválogatott tagja volt. Négyszer javította meg a gerelyhajítás országos csúcsát, ő volt az első magyar atléta, aki gerelyhajításban túldobta a 90 métert. Az 1968. évi mexikóvárosi olimpiától kezdve négy egymást követő olimpián vett részt (1968-Mexikó – 17. (sérülten); 1972 München – 7. helyezés; 1976 Montreal – 1. helyezés; 1980 Moszkva – 8. helyezés). Az 1976. évi montreali olimpián – világcsúccsal – olimpiai bajnoki címet szerzett. 1966-ban Európa-bajnoki ötödik, 1971-ben kilencedik, 1974-ben hetedik, 1978-ban hatodik volt.
1976-ban az év sportolójává választották. 1975-ben, 1976-ban és 1977-ben ő kapta az év atlétája címet. Az aktív sportolást 1984-ben fejezte be.
Sportolói évei alatt sokat tett a hazai atlétika népszerűsítésében. Többek között a Budapest Nagydíj Atlétikai Grand Prix verseny egyik szervező menedzsere 1977 és 1985 között.
Visszavonulása után számtalan gerelyhajító atléta edzője volt (1983–1992); leghíresebbek ezek közül Tessa Sanderson (1992 - olimpiai aranyérmes) és Jan Železný (1992, 1996 és 2000 - olimpiai aranyérmes és világcsúcstartó). 1981 és 1984 között az olasz atlétikai női válogatott gerelyhajítóinak edzője.
1986-ban piacra dobta ’Body Roll’ nevű találmányát, amely egy hengeres szerkezet, ami tartásjavításra, izomerősítésre és nyújtásra, valamint a mozgásügyesség fejlesztésére alkalmazható. 1987-ben megalapította mai napig működő gerelygyártó cégét. A kilencvenes években szabadalmaztatta érdes felületű gerelyek gyártását és forgalmazását. A Flying History nevű sporteszközzel 1990 júliusában Železný (89,66 m), majd Steve Backley (90,98 m) ért el az aktuális világcsúcsnál jobb eredményt. 1991-ben a Németh-féle és a többi hasonlóan érdes felületű gerelyt betiltották. 1992 augusztusában Železný (94,74 m) újabb világcsúcsot ért el, ezúttal a 80 + R típusú gerellyel. Ezt az eredményt az IAAF nem hitelesítette, szabálytalan gerelyre hivatkozva.
2000-es évek elején alapította meg Németh és Társa Kft. nevű cégét, amelynek fő profilja műfüves és szintetikus felületű sportpályák építése.
1991-ben a Magyar Atlétikai Szövetség elnökjelöltje volt, majd alelnöke lett.

## Díjai, elismerései
- Az év magyar atlétája (1975, 1976, 1977)
- Az év magyar sportolója (1976)

## Rekordjai
- 87,20 m (1967. június 25., Poznań) országos csúcs
- 87,44 m (1974. szeptember 21., Budapest) országos csúcs
- 91,38 m (1975. június 25., Budapest) országos csúcs
- 94,58 m (1976. július 26., Montreal) világcsúcs

## Legjobb eredményei évenként
| Év   | Legjobb eredmény | Világranglista-helyezés | Magyar ranglistahelyezés |
| ---- | ---------------- | ----------------------- | ------------------------ |
| 1962 | 59,49            |                         | 23.                      |
| 1963 | 69,54            |                         | 5.                       |
| 1964 | 71,98            |                         | 3.                       |
| 1965 | 78,22            | 37.                     | 2.                       |
| 1966 | 80,10            | 22.                     | 2.                       |
| 1967 | 87,20            | 2.                      | 1.                       |
| 1968 | 81,58            | 19.                     | 2.                       |
| 1969 | 76,54            | 83.                     | 4.                       |
| 1970 | 85,90            | 10.                     | 1.                       |
| 1971 | 85,54            | 6.                      | 1.                       |
| 1972 | 87,14            | 4.                      | 1.                       |
| 1973 | 83,58            | 16.                     | 1.                       |
| 1974 | 87,44            | 3.                      | 1.                       |
| 1975 | 91,38            | 1.                      | 1.                       |
| 1976 | 94,58            | 1.                      | 1.                       |
| 1977 | 94,10            | 1.                      | 1.                       |
| 1978 | 87,40            | 13.                     | 2.                       |
| 1979 | 88,18            | 15.                     | 2.                       |
| 1980 | 88,08            | 19.                     | 2.                       |
| 1981 | 87,00            | 28.                     | 2.                       |
| 1982 | 85,66            | 33.                     | 2.                       |
| 1983 | 80,54            | 112.                    | 4.                       |

## Legjobb helyezései
| Eredmény (m) | Helyezés | Helyszín       | Időpont              |
| ------------ | -------- | -------------- | -------------------- |
| 94,58        | 1        | Montreal       | 1976. július 26.     |
| 94,10        | 1        | Stockholm      | 1977. július 4.      |
| 92.92        | 1        | München        | 1977. június 17.     |
| 92,08        | 1        | Budapest       | 1976. szeptember 16. |
| 91,94        | 1        | Koblenz        | 1977. július 6.      |
| 91,38        | 1        | Budapest       | 1975. június 25.     |
| 91,24        | 1        | Helsinki       | 1977. június 30.     |
| 90,10        | 1        | Besztercebánya | 1977. június 25.     |
| 89,64        | 1        | Budapest       | 1977. június 6.      |

## Nemzetközi eredményei
| Év   | Esemény          | Helyszín    | Eredmény   | Helyezés |
| ---- | ---------------- | ----------- | ---------- | -------- |
| 1964 | Junior Eb        | Varsó       | 57,21      | 8.       |
| 1965 | Universiade      | Budapest    | 73,20      | 8.       |
| 1966 | Európa-bajnokság | Budapest    | 79,82      | 5.       |
| 1967 | Európa - Amerika | Montreal    | 80,68      | 2.       |
| 1968 | Olimpiai játékok | Mexikóváros | 75,50      | sel.     |
| 1970 | Universiade      | Torinó      | 81,94      | 1.       |
| 1971 | Európa-bajnokság | Helsinki    | 76,82      | 9.       |
| 1972 | Olimpiai játékok | München     | 81,98      | 7.       |
| 1973 | Universiade      | Moszkva     | 78,10      | 4.       |
| 1974 | Európa-bajnokság | Róma        | 81,06      | 7.       |
| 1976 | Olimpiai játékok | Montreal    | 94,58 vcs. | 1.       |
| 1977 | Világkupa        | Düsseldorf  | 80,82      | 3.       |
| 1978 | Európa-bajnokság | Prága       | 83,58      | 6.       |
| 1980 | Olimpiai játékok | Moszkva     | 82,40      | 8.       |